# Tübitak Marmara
Die Tübitak Marmara ist ein Forschungsschiff der Türkischen Anstalt für Wissenschaftliche und Technologische Forschung.

## Geschichte
Das Schiff wurde unter der Baunummer 47 auf der türkischen Werft Çeksan Shipyard in Tuzla, Istanbul, gebaut. Die Kiellegung fand am 13. März 2012, der Stapellauf am 17. Februar 2013 statt. Die Fertigstellung erfolgte am 26. Juni 2013. Die Baukosten beliefen sich auf 13,8 Mio. türkische Lira.
Das Schiff wird vom Marmara Research Centre in Gebze betrieben. Neben der Forschung kann das Schiff auch für die Exploration von Öl- und Gaslagerstätten, zur Bekämpfung von Ölunfällen und bei Such- und Rettungseinsätzen auf See genutzt werden.
Der Schiffsentwurf stammte vom türkischen Schiffsarchitekturbüro Soyaslan Denizcilik.

## Technische Daten und Ausstattung
Das Schiff wird von zwei Mitsubishi-Dieselmotoren des Typs S12R-MPTAW-2 mit jeweils 1040 kW Leistung angetrieben. Die Motoren wirken auf zwei Verstellpropeller. Das Schiff ist mit einem Bug- und einem Heckstrahlruder ausgestattet. Es verfügt über ein System zur dynamischen Positionierung.
Für die Stromversorgung stehen zwei von Volvo-Penta-Dieselmotoren des Typs D12D-E MG mit jeweils 294 kW Leistung angetriebene Stamford-Generatoren zur Verfügung. Als Notgenerator fungiert ein von einem Volvo-Penta-Dieselmotor des Typs D7A T mit 108 kW Leistung angetriebener Stamford-Generator.
Das Schiff ist für die Forschung mit mehreren Echolot- und Sonaranlagen ausgerüstet. Für das Schleppen von Forschungsgerät stehen mehrere Winden zur Verfügung. Das Schiff ist im Achterschiffsbereich mit einem Kran ausgerüstet, der 3 t heben kann. Weiterhin steht ein schwenkbarer Heckgalgen zur Verfügung. Dieser kann 5 t heben. Das Schiff ist für den Einsatz eines ferngesteuerten Unterwasserfahrzeugs ausgerüstet. Am Heck steht eine 3,6 × 1,2 m große Plattform zur Verfügung. Diese kann ausgeklappt und als Arbeitsplattform oder für Taucheinsätze genutzt werden.
An Bord befinden sich mehrere Labore. Im Achterschiffsbereich steht ein offenes, circa 8 × 8 m großes Arbeitsdeck zur Verfügung. Das Schiff kann 5-, 10-, 15- und 20-Fuß-Container mitführen.
Das Schiff kann bis zu zwölf Tage auf See bleiben und dabei rund 2500 Seemeilen zurücklegen. Der Rumpf des Schiffes ist eisverstärkt (Eisklasse B).